# Patricia Ellis
Pour les articles homonymes, voir Ellis.
Patricia O'Brien, dite Patricia Ellis, est une actrice, danseuse et chanteuse américaine, née le 20 mai 1918 à Birmingham (Michigan) et morte le 26 mars 1970 à Kansas City (Missouri). Elle a également joué au théâtre sous le nom de Patricia Leftwich au début de sa carrière.
Active au cinéma dans les années 1930, la « Reine des films de série B de la Warner bros. », comme elle aimait se surnommer elle-même, mène ensuite une carrière dans les comédies musicales, mettant à profit ses talents de danseuse et de chanteuse.

## Biographie
Née à Birmingham dans le Michigan, Patricia Gene O'Brien est la fille d'Eugene Gladstone O'Brien, un courtier en assurances et de Florence Calkins. Elle a un frère Eugene Gladstone O'Brien Jr. et une sœur Volney,
.
Après son divorce, sa mère déménage à New York et se remarie avec Alexander Leftwich, un éminent producteur new-yorkais de comédies musicales qui a un fils, Alexander Leftwich Jr,.
Elle fréquente l’école de Brantwood Hall de Bronxville et ses activités de son enfance comprennent alors la danse et le chant. Puis à la Gardner School for Girls de New York, elle y apprend aussi le français et l'allemand.
Un article journalistique rapporte en 1932 que, « depuis qu'elle est en âge de marcher, Patricia a été familiarisée avec le monde du théâtre, accompagnant constamment son père aux répétitions et aux spectacles »[réf. nécessaire]. Un autre article déclare que, « dans les dernières années, elle imitait toutes les actrices principales de son père, l'assistant aussi bien pour l'éclairage que pour le choix des costumes et qu'elle connaissait, aussi la mise en scène »,. Elle commence sa carrière théâtrale dès la fin de sa scolarité. Elle prend des cours d'acteur dans les studios cinématographiques tout en poursuivant sa jeune carrière de comédienne sur les planches où elle se produit, sous le nom de Patricia Leftwich, avec la compagnie Chamberlain Browns à  Mount Vernon et au théâtre Riviera de New York où elle est remarquée par un chasseur de talents de la Warner .

### Carrière au cinéma
La Warner Bros., trop heureuse de compter dans ses rangs une personnalité aussi talentueuse et aussi motivée, 
signe avec Patricia Ellis, son nouveau nom de scène, dès la fin de son premier bout d'essai.
En 1932, elle obtient deux rôles non crédités dans les films Une allumette pour trois et Nuit d'aventures. Tout comme Constance Cummings et Barbara Weeks l'année auparavant, la jolie blonde aux yeux bleus au regard trop juvénile est sélectionnée pour faire partie de la promotion des quinze starlettes de la Western Associated Motion Picture Advertisers (les WAMPAS Baby Stars) en 1932, composée entre autres par Mary Carlisle et Ginger Rogers. Alors âgée de quatorze ans, elle est non seulement la plus jeune de la promotion mais aussi celle de toutes les actrices américaines.
Son premier rôle crédité est celui tenu, en 1933, dans The King's Vacation aux côtés de George Arliss,  Dick Powell et de Marjorie Gateson. Après cette première prestation, sa carrière décolle avec huit films consécutifs la plupart dans des séries B, avec notamment Adolphe Menjou et  Joe E. Brown mais aussi James Cagney dans Un danger public.

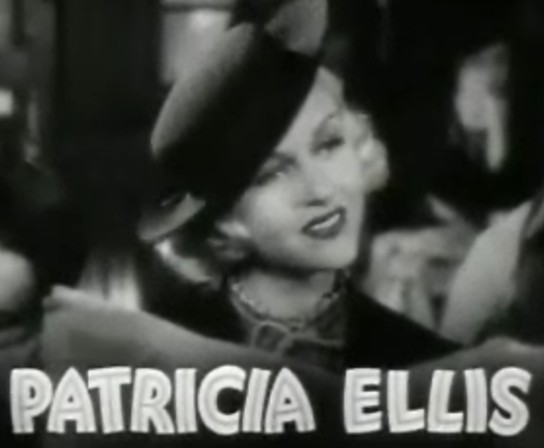
Patricia Ellis dans Bright Lights

 Puis sept autres l'année suivante en 1934. La même année, elle demande par voie de presse, la raison pour laquelle la Warner ne lui fait pas faire de comédies musicales alors qu'elle sait à la fois chanter et danser.
Quittant des rôles d'ingénues, elle incarne des personnages de femmes plus matures à l'instar de celui dans A Night at the Ritz avec le premier rôle féminin, donnant la réplique à William Gargan, suivi de quatorze films en deux ans. La « Reine des films de série B de la Warner bros. » est, en 1937, au sommet de sa carrière, jouant avec les plus grands noms du cinéma dont James Cagney, Ricardo Cortez et Béla Lugosi. Après avoir joué dans des comédies anglaises comme The Gaiety Girls, elle ne jouera que dans cinq films puis seulement trois en 1938 et deux en 1939. La plupart de ses films sont des comédies mais elle joue également des drames et des suspenses, et dès le début 1936, uniquement des premiers rôles féminins.

### Carrière en comédie musicale
Après sa carrière cinématographique qu'elle quitte en 1970, elle s'aventure dans la comédie musicale et la chanson, disant « "qu'elle veut juste sortir de l'ornière et commencer une nouvelle carrière dans la musique". ». Elle fait deux Soundies entre mai et août 1941, I Thought About You et A Little Bit South of North Carolina,.
Une critique dans une publication commerciale de Billboard commente lors de leurs sorties : « Mademoiselle Ellis n'a pas une mauvaise voix et a plutôt un physique avantageux. Elle attirera la clientèle masculine »[réf. nécessaire]. 
En 1941, Le Baron Bleu et son Orchestre[Quoi ?], Henny Youngman et Patricia Ellis sont les têtes d'affiche du Pier de Hamid d'Atlantic City au New Jersey et est sélectionnée pour remplacer la vedette dans la célèbre et populaire comédie musicale de Broadway Louisiana Purchase.

### Vie personnelle
À 23 ans, le 12 juillet 1941, elle épouse en catimini, George T. O'Maley à Bowling Green en Ohio, un homme d'affaires de  Kansas City avec lequel elle aura une fille nommée Molly.
Ellis restera mariée tout le long de sa vie à George et décédera le 26 mars 1970, d'un cancer à l'âge de 51 ans à Kansas City où elle sera incinérée. Son mari, George O'Maley décédera 30 ans plus tard, en 2000.

## Filmographie
Sauf indication contraire, les informations mentionnées dans cette section peuvent être confirmées par les bases de données cinématographiques  présentes dans la section « Liens externes ».

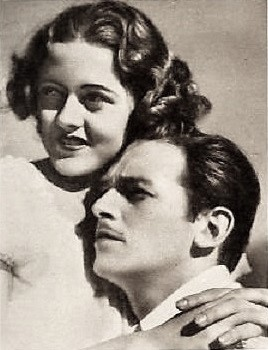
Patricia Ellis et Douglas Fairbanks Jr. dans The Narrow Corner (1933).

- 1932 : Nuit d'aventures (Central Park) de John G. Adolfi : Vivian (non créditée)
- 1932 : Une allumette pour trois (Three on a Match) de Mervyn LeRoy : Linda (non créditée)
- 1932 : 'L'Avocat (en) (Lawyer Man) de William Dieterle : la secrétaire (non créditée)
- 1933 : 42e Rue (42nd Street) d'Archie Mayo : secrétaire (non créditée)
- 1933 : La Folle Semaine (Convention City) d'Archie Mayo : Claire Honeywell
- 1933 : The World Changes de Mervyn LeRoy : Nataloie
- 1933 : Elmer, The Great de Mervyn LeRoy : Nellie Poole
- 1933 : Un coin perdu (The Narrow Corner) d'Alfred E. Green : Louise
- 1933 : Un danger public (Picture Snatcher) de Lloyd Bacon : Patricia Nolan
- 1933 : The King's Vacation de John G. Adolfi : Milicent
- 1934 : Easy to love de William Keighley : Janet Townsend
- 1934 : Let's Be Ritzy de Edward Ludwig : Ruth Sterling
- 1934 : Le Cabochard (The St. Louis Kid) de Ray Enright : Ann Reid
- 1934 : Circus Clown de Ray Enright : Alice Madison
- 1934 : Big Hearted Herbert fr William Keighley : Alice Kalness
- 1934 : Harold Teen de Murray Roth : Mimi Snatcher
- 1934 : Affairs of a Gentleman d'Edwin L. Marin : Jean Sinclair
- 1934 : Here Comes the Groom (en) d'Edward Sedgwick et Ralph Ceder : Patricia Randolph
- 1934 : Side streets d'Alfred E. Green : Mary Thatcher
- 1935 : A Night at the Ritz de William McGann : Marcia Jaynos
- 1935 : Hold 'Em Yale de Sidney Lanfield : Clarice Van Cleve
- 1935 : Bright Lights (en) de Busby Berkeley : Claire Whitmore
- 1935 : Bureau des épaves (Stranded) de Frank Borzage : Velma Tuthill
- 1935 : The Case of the Lucky Legs d'Archie Mayo : Margy Clune
- 1935 : The Payoff de Robert Florey : Connie
- 1935 : While the Patient Slept de Ray Enright : March [ederie
- 1936 : Postal Inspector d'Otto Brower : Connie Larrimore
- 1936 : Le Grand Barrage (Boulder Dam de Frank McDonald : Ann Vangarick
- 1936 : Freshman Love de William McGann : Joan Simpkins
- 1936 : Down the Strech de William Clemens: Patricia Barrington
- 1936 : Love Begins at Twenty de Frank McDonald : Lois Gillingwater
- 1936 : Snowed Under de Ray Enright : Pat Quinn
- 1936 : Frivolités (en) (Sing Me a Love Song) de Ray Enright : Jean Martin
- 1937 : Venus Makes Trouble de Gordon Wiles : Kay Horner
- 1937 : Melody for Two de Louis King : Gale Starr
- 1937 : Paradis pour deux (en) (Paradise for Two) de Louis King : Jeannette DuPont
- 1937 : Step Lively, Jeeves! d'Eugene Forde : Patricia Westley
- 1937 : Rhythm in the Clouds de John H. Auer : Judy Walker
- 1937 : Talent Scout de William Clemens : Patricia Ellis (non créditée)
- 1938 : The Lady in the Morgue d'Otis Garrett : Mrs. Sam Taylor
- 1938 : The Gaiety Girls de Thornton Freeland : Jeannette Dupont
- 1938 : Romance on the Run de Gus Meins : Dale Harrison
- 1938 : Têtes de pioche (|Block-heads) de John Blystone : Mrs. Gilbert
- 1939 : Fugitive at Large de Lewis D. Collins : Patricia
- 1939 : Back Door to Heaven William K. Howard : Carol Evans, adulte